# Gestión estratégica

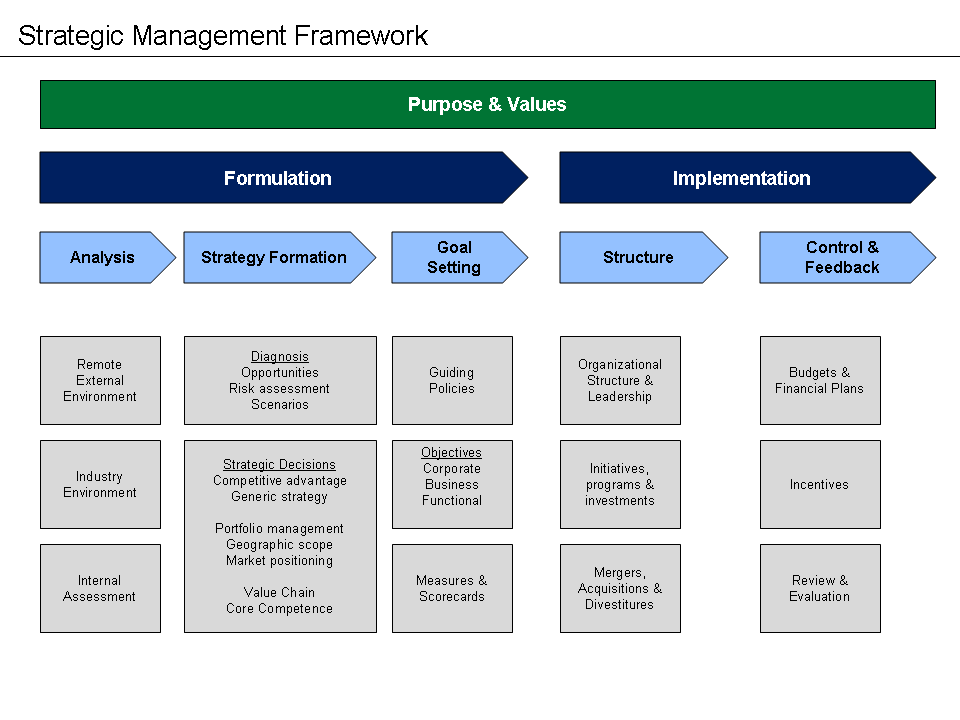
Proceso y actividades de la Administración Estratégica

La administración estratégica se define como el arte y la ciencia de formular, implementar y evaluar decisiones multidisciplinarias que permiten que una empresa alcance sus objetivos estratégicos. Conocida originalmente como política empresarial, la administración estratégica incorpora temas como planificación estratégica, análisis ambiental y análisis de la industria.
Es una disciplina integradora, ya que para su realización requiere integrar la administración, el marketing, las finanzas y la contabilidad, la producción y las operaciones, la investigación y el desarrollo, y los sistemas de información, para lograr el éxito de una organización. 
La administración estratégica ayudar a las empresas a formular mejores estrategias a través del uso de un enfoque más sistemático, lógico y racional para la elección estratégica.
Involucra la formulación e implementación de los principales objetivos e iniciativas propuestas por los directivos de las compañías, con base en la consideración de los recursos de la organización, y un análisis de los ecosistemas en los que compite la compañía.Es decir, la administración estratégica es un conjunto de decisiones y acciones administrativas que determinan el rendimiento a largo plazo de una corporación. Incluye el análisis ambiental (tanto externo como interno), la formulación de la estrategia (planificación estratégica o a largo plazo), implementación de la estrategia, así como la evaluación y el control. 
Abarca conceptos de planeación y pensamiento estratégico. La planeación estratégica es analítica, esta sintetiza la información para obtener la estrategia, hace referencia a los mecanismos de control usados para implementar en la estrategia una vez que se han determinado, ocurre alrededor del pensamiento estratégico, se entiende comúnmente como un conjunto de dos procesos principales: formulación e implementación de la estrategia.
Académicos y directivos desarrollan modelos para asistir en la toma de decisiones estratégicas. La gestión estratégica no es estática por naturaleza, los modelos incluyen un ciclo de retroalimentación para monitorear la ejecución y obtener la información para la siguiente etapa de planeación.

## Liderazgo estratégico
Las etapas del proceso de administración estratégica se llevarán adelante mediante el liderazgo estratégico, que se refiere a la forma más eficaz de realizar la gestión de dicho proceso para que la organización logre una ventaja competitiva. El liderazgo estratégico se relaciona con el proceso de elaboración de estrategias para mejorar el desempeño de una empresa y, por consiguiente, incrementar el valor de la empresa para sus propietarios y accionistas.
Uno de los roles estratégicos clave de los gerentes funcionales y generales es usar todo su conocimiento, energía y entusiasmo para ofrecer el liderazgo estratégico a sus subordinados y desarrollar una organización de alto desempeño. Varios autores han identificado algunas características clave de los buenos líderes que generan alto desempeño: 
1) visión, elocuencia y congruencia; 
2) articulación del modelo de negocio; 
3) compromiso; 
4) estar bien informado; 
5) disposición para delegar y otorgar facultades de decisión; 
6) uso astuto del poder, 
7) inteligencia emocional.
Los estrategas son los responsables principales del éxito o fracaso de una empresa. Este rol puede ser desempeñado por individuos con distintos títulos, como CEO, presidente, propietario, presidente del consejo, director ejecutivo, canciller, decano o empresario. Su labor consiste en recopilar, analizar y estructurar información relevante para la organización. Supervisan las tendencias del sector y la competencia, elaboran modelos predictivos y análisis de escenarios, evalúan el desempeño corporativo y divisional, identifican oportunidades en mercados emergentes, detectan amenazas empresariales y diseñan planes de acción innovadores.
Los planificadores estratégicos suelen ocupar puestos de alto nivel en la administración y, por lo general, poseen autoridad para tomar decisiones dentro de la empresa. El director general es el estratega más prominente y con mayor visibilidad. Cualquier gerente que tenga a su cargo una unidad o división, sea responsable de los resultados financieros o tenga autoridad sobre una parte significativa de la empresa se considera un administrador estratégico.
Los estrategas varían en función de las características de la empresa y estos matices deben ser considerados al diseñar, ejecutar y evaluar estrategias. Su enfoque puede verse influenciado por sus creencias personales, lo que puede llevarlos a descartar ciertos tipos de estrategias. Además, presentan diferencias en cuanto a actitudes, valores, ética, tolerancia al riesgo, compromiso con la responsabilidad social o la rentabilidad, metas a corto y largo plazo, así como en su estilo de gestión.
La comunicación es la clave para una administración estratégica exitosa. A través de la participación en el proceso, es decir, a través del diálogo y la participación, tanto los gerentes como los empleados se comprometen a apoyar a la organización.
El objetivo es lograr que todos los gerentes y empleados comprendan y se comprometan con la organización. La comprensión es posiblemente el mayor beneficio de la administración estratégica, seguida del compromiso. Cuando los colaboradores entienden qué hace la empresa y por qué lo hace, suelen sentirse parte de ella y se involucran activamente en su éxito, especialmente si reconocen cómo su remuneración está vinculada al desempeño de la organización. Al comprender y respaldar la misión, los objetivos y las estrategias empresariales, gerentes y empleados pueden desarrollar un alto nivel de creatividad e innovación.
Sintéticamente, el proceso:
El proceso de administración estratégica consta de tres fases interconectadas e integradas:
1. Formulación o planificación estratégica:

- Definir una visión estratégica, misión y valores.

- Establecimiento de objetivos.

- Elaboración de la estrategia: estrategia corporativa y de negocio, funcional y operativa.

2. Ejecución o implantación de la estrategia: implica acciones en la práctica en la realidad.
3. Supervisión y ajustes estratégicos o evaluación y control: monitorear el avance, evaluar el desempeño y realizar los ajustes necesarios en función de los resultados, cambios en el entorno y nuevas oportunidades.
Las juntas directivas tienen la responsabilidad de supervisar y evaluar la gestión estratégica en beneficio de los accionistas. Para ello, deben cumplir cuatro funciones clave:
1. Analizar críticamente la dirección, estrategia y su ejecución.
2. Evaluar la capacidad de liderazgo estratégico de los ejecutivos de alto nivel.
3. Establecer planes de compensación para los directivos basados en su desempeño y resultados en favor de los accionistas y otros interesados.
4. Garantizar la transparencia financiera mediante informes precisos y controles adecuados.[11]

La administración estratégica no debe convertirse en un sistema burocrático que se mantenga por sí mismo, sino en un proceso dinámico de aprendizaje y análisis que permita a gerentes y empleados comprender los problemas estratégicos clave y evaluar alternativas viables para resolverlos. No debe volverse una práctica rígida, predecible o excesivamente formal, sino que debe favorecer la flexibilidad y la adaptación. Es fundamental que las decisiones estratégicas se basen en análisis respaldados por datos y no en cifras que simplemente justifiquen argumentos preexistentes. Un papel esencial de los estrategas es facilitar el aprendizaje continuo y el cambio organizacional.
Para que la administración estratégica sea efectiva, es crucial mantener una mentalidad abierta y receptiva. La disposición para considerar nueva información, perspectivas, ideas y oportunidades debe ser un principio compartido por todos los miembros de la organización. Los estrategas, como directores generales, presidentes, empresarios y líderes gubernamentales, deben comprometerse a escuchar y comprender a sus gerentes con la suficiente profundidad como para expresar sus puntos de vista con precisión. Del mismo modo, los gerentes y empleados deben poder describir las posturas de los estrategas con exactitud. Este nivel de alineación fomenta tanto la comprensión como el aprendizaje dentro de la organización.
Dado que ninguna empresa dispone de recursos ilimitados, tampoco puede implementar todas las estrategias que podrían ser beneficiosas. Las organizaciones no pueden asumir cantidades ilimitadas de deuda ni emitir acciones sin restricciones para aumentar su capital, lo que obliga a tomar decisiones estratégicas que prioricen algunas iniciativas sobre otras. Un error común entre los gerentes es tratar de ejecutar demasiadas estrategias simultáneamente, lo que dispersa los recursos y compromete la viabilidad de todas ellas. 
Las decisiones estratégicas requieren encontrar un equilibrio entre objetivos de corto y largo plazo, entre la maximización de beneficios y el incremento del valor para los accionistas. Además, estas decisiones implican dilemas éticos y juicios subjetivos que pueden afectar la posición competitiva y la rentabilidad de la empresa. Aunque factores como la aversión al riesgo, la responsabilidad social y la cultura organizacional influyen en la formulación de estrategias, las organizaciones deben esforzarse por mantener la mayor objetividad posible al evaluar estos elementos cualitativos. En la actualidad, muchas empresas reconocen que el uso adecuado de conceptos y herramientas de administración estratégica puede mejorar significativamente la calidad de sus decisiones.

## Etapas del proceso de Administración Estratégica

### 1. Formulación o planificación estratégica
La formulación de una estrategia involucra analizar el ecosistema en el cual opera la organización, para después realizar una serie de decisiones estratégicas acerca de cómo competirá la organización. Termina con una serie de metas u objetivos y medidas que la organización sigue.
La planeación estratégica es analítica en naturaleza y se refiera a los procedimientos formalizados para producir la información y los análisis utilizados para el pensamiento estratégico, el cual sintetiza la información y da como resultado una estrategia. También hace referencia a los mecanismos de control utilizados para implementar la estrategia una vez que ha sido determinada. En otras palabras, la planeación estratégica ocurre alrededor del proceso de formación de la estrategia.Algunos planes estratégico a veces se convierten es propósitos estratégicos, que es un de plan que aglutina a la organización alrededor de un compromiso inalterable —a menudo obsesivo— para hacer todo lo que sea necesario con el fin de adquirir los recursos y alcanzar las metas.

#### Análisis del ecosistema
Porter escribió en 1980 que la formulación de una estrategia competitiva incluye la consideración de elementos clave:
1. Fortalezas y debilidades de la compañía.
2. Valores personales de los encargados de implementar (gerentes, directivos, etc).
3. Expectativas generales de la sociedad.[12]

Los dos primeros elementos se relacionan a factores internos de la compañía, mientras que el último se relaciona con factores externos.
Existen muchos esquemas analíticos que intentan organizar el proceso de planeación estratégica. Algunos ejemplos son:
- Ecosistema externo: Análisis PEST es utilizado para examinar los factores externos que afectan a la organización, como políticos, económicos, sociales y tecnológicos.
- Ecosistema de Industria: El análisis de las 5 fuerzas de Porter es un esquema que ayuda a determinar la rivalidad competitiva y por lo tanto el atractivo de un mercado. Es utilizado para determinar el portafolio que ofrecerá la organización y en qué mercados los ofrecerá.
- Relación de ecosistema externo e interno: Análisis FODA es uno de los esquemas más básicos y utilizados, examina tanto elementos internos como Fortalezas y Debilidades como las amenazas y oportunidades del ecosistema externo. Ayuda a examinar los recursos de la organización en el contexto de su ecosistema de negocios.[4]

#### Elaboración de escenarios
Algunos estrategas utilizan técnicas de planeación de escenarios para manejar los cambios. La manera en que Peter Schwartz lo estableció en 1991 es que los resultados no se pueden saber y por lo tanto las fuentes de ventajas competitivas no pueden ser predeterminadas. El ecosistema de negocios cambia rápidamente y es incierto, para eso se utiliza la planeación de escenarios. En esta técnica se desarrollan diferentes escenarios con diferentes resultados, se evalúan sus implicaciones y la posibilidad de que ocurran. Según Pierre Wack, la planeación de escenarios se trata de perspectiva y no solo de análisis formal de números.
Algunos planeadores de negocios están comenzando a utilizar un enfoque de teoría de complejidad. La complejidad se puede ver como caos con una pizca de orden. La teoría del caos analiza sistemas turbulentos que rápidamente tienden al desorden. La complejidad no es del todo impredecible, involucra múltiples agentes interactuando de tal modo que alcanza a aparecer cierta estructura.

#### Pensamiento estratégico
El pensamiento estratégico involucra la generación y aplicación de perspectivas únicas del negocio con la intención de crear ventajas competitivas para una empresa. Involucra retar las suposiciones que sostienen la estrategia actual y propuesta de valor de la compañía. Mintzberg escribió en 1994 que es más acerca de síntesis (conectar los puntos) que análisis (encontrar los puntos). Es acerca de "capturar lo que el directivo aprende de diversas fuentes y sintetizar esa información en una visión que marque la dirección que el negocio debe seguir." Mintzberg comentó que el pensamiento estratégico es la parte crítica de formular una estrategia.
El general Andre Beaufre escribió en 1963 que el pensamiento estratégico "es un proceso mental, que debe ser capaz de sintetizar tanto la información psicológica como la material. El estratega debe tener una gran capacidad de análisis y de síntesis; el análisis es necesario para construir la información en la cual hará su diagnóstico utilizando la síntesis. - y el diagnóstico en sí equivale a una elección entre alternativas de acción."
Will Multaster argumentó que, aunque mucha investigación y pensamiento creativo ha sido dedicado a la generación de estrategias alternativas, muy poco trabajo se ha hecho en lo que influye en la calidad de la toma de decisiones estratégicas y la eficacia con la que se implementan. El esquema de fuerzas de gestión identifica 11 fuerzas que deben ser incorporadas en los procesos de toma de decisiones e implementación estratégica. Las 11 fuerzas son: Tiempo; Fuerzas opositoras; Política; Percepción; Efectos holísticos; Valor agregado; Incentivos; Capacidades de aprendizaje; Costo de oportunidad; Riesgo y Estilo.

#### Decisiones estratégicas
Se basan en el panorama del ecosistema y son respuestas a preguntas estratégicas acerca del cómo competirá la organización, por ejemplo:
- ¿Cuál es el negocio de la organización?
- ¿Quién es el cliente objetivo para los productos o servicios que ofrece la organización?
- ¿Dónde se encuentran los clientes y cómo compran?
- ¿Qué es considerado como "valor" por el cliente?
- ¿Qué negocios, productos y servicios se deberían incluir o excluir en el portafolio de ofertas?
- ¿Cuál es el alcance geográfico de la organización?
- ¿Qué hace diferente a la organización de sus competidores ante los ojos de los clientes y los accionistas?
- ¿Qué habilidades y capacidad se deben desarrollar dentro de la empresa?
- ¿Cuáles son las principales oportunidades y riesgos para la empresa?
- ¿Cómo puede crecer la compañía, tanto con su negocio base como con nuevos negocios?
- ¿Cómo puede la organización generar mayor valor para los inversionistas?[4][18]

Las respuestas a estas y muchas otras preguntas resultan en la estrategia de la organización y en una serie de objetivos a corto y largo plazo.
Es decir, aquí se desarrollará la, visión estratégica, la misión, y los valores esenciales de la organización. 
- La visión estratégica describe las aspiraciones de la administración para el futuro, y bosqueja el curso estratégico y la dirección de largo plazo de la compañía. Las opiniones y conclusiones de la alta administración sobre el rumbo de la compañía en el largo plazo y sobre la mezcla de producto/mercado/cliente/tecnología que parezca óptima para el futuro constituye la visión estratégica de la empresa. Esta visión estratégica define las aspiraciones de los directivos para la empresa mediante una panorámica del “lugar a donde vamos” y razones convincentes por las cuales es sensato para el negocio.
- La declaración de misión describe el propósito y el negocio actual de la empresa: “quiénes somos, qué hacemos y por qué estamos aquí”. describe su actividad y propósito de negocios actuales (“quiénes somos”, “qué hacemos” y “por qué estamos aquí”). Una declaración de misión bien planteada comunica el propósito de una compañía en un lenguaje lo bastante específico para darle a la compañía su propia identidad corporativa.
- Valores esenciales o los valores de una compañía son las creencias, características y normas conductuales que se esperan de su personal cuando realiza negocios de la compañía y persigue su visión estratégica y su misión. Muchas compañías redactan una declaración de valores para destacar la expectativa de que los valores se reflejen en la conducción de las operaciones de la  compañía y en la conducta de su personal.

##### Estrategia
La estrategia se entiende como "la determinación de los objetivos básicos a largo del plazo de una empresa así como la distribución de los recursos necesarios para alcanzar esos objetivos." Funciona para enfocar el esfuerzo, definir o clarificar una organización y proveer consistencia o guía en respuesta al ambiente en el que trabaja.
O sea, provee una dirección a la empresa que involucra objetivos de organización, políticas de desarrollo y planes diseñados para alcanzar los objetivos, y se ocupa de la distribución de los recursos para implementar los planes. 
Michael Porter identifica tres principios como parte del juego de estratégico: 
- crear un "posicionamiento único y valioso en el mercado",
- hacer compromiso eligiendo "qué no hacer", y
- alinear las actividades de la compañía para que apoyen a la estrategia en curso.[21]

El Dr. Vladimir Kvint define la estrategia como "un sistema para encontrar, formular y desarrollar una doctrina que asegure el éxito a largo plazo".
La estrategia corporativa involucra el responder a una pregunta clave: "¿En qué negocio deberíamos estar?" y la estrategia de negocios involucra la pregunta "¿Cómo deberíamos competir en este negocio?"

###### Limitaciones
Si bien las estrategias se establecen para fijar la dirección, centrar los esfuerzos, definir o aclarar la organización, y proporcionar consistencia o la orientación en respuesta al ambiente, también existen ciertos elementos que son minimizados o incluso excluidos. Mintzberg escribió en 1987: "La estrategia es un esquema de categorización por el cual los estímulos entrantes pueden ordenarse y suministrarse." Una estrategia orienta la organización de una cierta manera o en una dirección en particular, esa dirección no siempre coincide y encaja en el ecosistema de negocios. Mintzberg comentó: "Estrategia es una fuerza que se resiste al cambio, no que lo fomenta."
En el 2000, Gary Hamel acuñó el término convergencia estratégica para explicar el rango limitado de las estrategias utilizadas por los rivales en diferentes circunstancias. Lamentó que las estrategias exitosas son imitadas por compañías que no comprenden cómo funciona la estrategia. Woodhouse y Collingridge sugirieron que la esencia del ser "estratégico" recae en la capacidad de realizar "prueba y error" de manera inteligente más que el adherirse estrictamente a planes estratégicos. La estrategia debe de verse como una guía general más que un patrón con pasos específicos. Los medios tienen la misma probabilidad de determinar fines, que los fines de determinar medios. Los objetivos que una organización desee perseguir están limitados por la viabilidad de su implementación y, a su vez, la viabilidad de implementación de depende de la disponibilidad de recursos.

#### Fijar objetivos estratégicos
El propósito gerencial de establecer objetivos es convertir la visión y misión en objetivos de desempeño específicos. Los objetivos bien establecidos son específicos, cuantificables o medibles, y contienen una fecha límite para su consecución. Los objetivos son metas de desempeño de una organización; es decir, son los resultados y productos que la administración desea lograr. Se requieren dos tipos muy distintos de metas de desempeño: las que se refieren al desempeño financiero y las que se refieren al desempeño estratégico. Los objetivos financieros comunican las metas de la administración en el aspecto financiero (por ej. Incremento de x porcentaje de los ingresos anuales). Los objetivos estratégicos se refieren a la posición de marketing y la vitalidad competitiva de la compañía (por ej. Ganar un porcentaje x de participación de mercado).

#### Establecer políticas
Las políticas son los mecanismos diseñados para alcanzar los objetivos anuales. Se componen de directrices, normas y procedimientos que respaldan los esfuerzos orientados a lograr dichas metas. Su función principal es guiar la toma de decisiones y gestionar situaciones recurrentes dentro de la organización.
Generalmente, las políticas se desarrollan en función de distintas áreas, como administración, marketing, finanzas y contabilidad, producción y operaciones, investigación y desarrollo, así como gestión de sistemas informáticos. Pueden establecerse a nivel corporativo, aplicándose a todas las divisiones de la empresa, o enfocarse en una división específica. Asimismo, pueden adaptarse a distintos niveles funcionales y regular determinadas actividades operativas o departamentos específicos.
Al igual que los objetivos anuales, las políticas juegan un papel fundamental en la implementación de estrategias, ya que definen las expectativas de la organización respecto a sus empleados y directivos. Su aplicación fomenta la coherencia y la coordinación tanto dentro de los departamentos como entre ellos.

### 2. Implementación
La implementación es el segundo proceso de gestión estratégica la cual involucra decisiones con respecto a recursos de la organización designados para llevar a cabo la estrategia. Resulta en la manera de estructurar los recursos, acuerdos de liderazgo, comunicación, incentivos y mecanismos de monitoreo para registrar el progreso.
Entonces, una vez que se determina la estrategia, diversas metas se establecen para marcar el curso de la organización, medir el desempeño y controlar la implementación de la estrategia. Herramientas como el Cuadro de mando integral y mapas de estrategia ayudan a cristalizar la estrategia. Relacionan medidas clave de éxito y desempeño en la estrategia. Estas herramientas miden desarrollo financiero, organizacional,  de mercadotecnia, de producción, y de innovación. Avances en tecnologías de la información y disponibilidad de datos permiten recolectar más información acerca del desempeño, permitiéndole así a los directivos tener una perspectiva mucho más analítica de sus negocios.
La estrategia también puede ser organizada como una serie de iniciativas o programas, cada uno referenda a uno o más proyectos. Varios mecanismos de monitoreo y retroalimentación como reuniones entre gerentes de división también pueden ser implementados. 
Ejecutando las operaciones del día a día en la empresa se le conoce como gestión operacional o términos específicos para cada departamento como por ejemplo: gestión logística o gestión de mercadotecnia, los cuales se llevan a cabo una vez que las decisiones de gestión estratégica han sido implementadas.

### 3. Control y evaluación
Un componente clave para la gestión estratégica es la evaluación. Hay distintas maneras de evaluar si las prioridades y planes estratégicos se han alcanzado. Un método es la evaluación responsiva de Robert Stake. La evaluación responsiva provee un enfoque humanista y naturalista a la evaluación de programas. Más allá de la evaluación de objetivos, la evaluación responsiva considera el contexto y la historia del programa, así como las condiciones y transacciones entre los participantes.

## Temas estratégicos
Varias cuestiones con implicancia estratégica han surgido en la industria a través de los años. Estos incluyen: el cambio del modelo enfocado en la producción al modelo enfocado en el cliente, el incremento en el uso del modelo de auto-servicio para reducir los costos, cambios en la cadena de valor o en la estructura corporativa debido a la globalización y el internet. 

#### Globalización
Una definición de globalización hace referencia a la integración de las economías debido a la innovación tecnológica y en cadena de suministro. Las compañías ya no requieren estar integradas verticalmente (diseñar, producir, ensamblar y vender). En otras palabras, la cadena de valor de un producto puede no estar del todo dentro de una sola compañía. Muchas compañías eligen utilizar el método de subcontratación u outsourcing para los procesos de producción y mantienen únicamente los procesos de diseño y ventas dentro de la organización.

#### Competitividad
Para una empresa, la competitividad se define como la capacidad de poder suministrar un bien (producto o servicio) de una cierta calidad a un precio menor que el de las empresas con las cuales compite.

#### Disponibilidad de Internet e información
El internet ha empoderado a los consumidores y ha conectado a compradores con vendedores reduciendo drásticamente los costos por transacción, creando plataformas mucho más robustas para comprar y vender bienes y servicios. Algunos ejemplos son las páginas de subastas en línea, servicios de citas por internet o vendedores de libros. En muchas industrias, el internet ha alterado el panorama competitivo. Los servicios que solían ser ofrecidos dentro de una misma organización ahora son cubiertos por terceros.
El autor Phillip Evans dijo en 2013 que las redes están retando las jerarquías tradicionales. Las cadenas de valor también se están rompiendo. La información es libre o tiene un muy bajo costo y por lo tanto es muy difícil que compañías integradas de manera vertical se mantengan intactas. Evans dijo que la competencia está evolucionando de un modelo vertical a uno horizontal. Utilizó Wikipedia como un ejemplo de una red que ha desafiado el modelo de negocio tradicional de la enciclopedia. Evans predijo la emergencia de una nueva forma de organización industrial llamada un "stack" o montón en la cual los competidores dependen de una plataforma común a partir de la cual construyen su propia cadena de valor.

#### Creatividad e innovación
La creatividad es la capacidad de crear nuevas ideas o conceptos, de nuevas asociaciones entre ideas y conceptos conocidos, que habitualmente producen soluciones originales. La creatividad es sinónimo del "pensamiento original", la "imaginación constructiva", el "pensamiento divergente" o el "pensamiento creativo".
La innovación es un proceso que introduce novedades y que se refiere a modificar elementos ya existentes con  el fin de mejorarlos, aunque también es posible en la implementación de elementos totalmente nuevos. En el sentido estricto, por otro lado, se dice que de las ideas solo pueden resultar innovadoras luego de que ellas se implementen como nuevos productos, servicios, o procedimientos que realmente encuentren una aplicación exitosa, imponiéndose en el mercado a través de la difusión.

#### Conflicto y negociación
El conflicto es una situación en la cual dos o más personas con intereses distintos entran en confrontación, oposición o emprenden acciones mutuamente antagonistas, con el objetivo de dañar, eliminar a la parte rival o arrebatarle poder de algún tipo en favor de la propia persona o grupo.
La negociación es un proceso de discusión que se establece entre las partes, por medio de representantes si son grupos, y cuyo objetivo es el de llegar a un acuerdo aceptable para todos.

#### Autoservicio
Un tema en la competencia estratégica ha sido la tendencia al autoservicio. Gracias a la tecnología el cliente toma un rol que previamente era desempeñado por un trabajador para reducir los costos. Algunos ejemplos son:
- Cajero automático (ATM) para obtener efectivo en vez de hacerlo a través de un cajero en el banco.
- Autoservicio en la estación de gasolina, en vez de ser atendido por algún empleado.
- Órdenes por internet elaboradas por el cliente.
- Productos en producción en masa de fácil ensamblaje; el cliente lo transporta y lo ensambla.
- Cajas de autoservicio en los supermercados.
- Banca en línea.[32]

### Características de compañías exitosas
James Collins y Jerry Porras dedicaron años a conducir investigación empírica acerca de lo que hace a una compañía exitosa. Seis años de investigación resultaron en un principio clave detrás de 19 compañías exitosas que estudiaron: Todas fomentan y preservan una ideología central que rige a la compañía. A pesar de que las estrategias y tácticas cambian a diario, las compañías siempre mantenían los mismos valores. Estos valores centrales fomentan a los empleados a construir una organización que dure. En Creadas para Durar (1994) exponen que los objetivos de ganancias a corto plazo, recorte de costos y reestructura no estimulan a los empleados dedicados a construir una compañía que dure. En 2000 Collins describió la actitud de las empresas de Silicon Valley, una cultura donde el cambio tecnológico inhibe los enfoques a largo plazo. 
Arie de Geus (1997) llevó a cabo un estudio similar y obtuvo resultados parecidos. Identificó 4 características clave que han prosperado por 50 años o más:
- Sensibilidad al ecosistema de negocios — la capacidad de aprender y ajustarse.
- Cohesión e identidad — la habilidad de construir una comunidad con personalidad, visión y propósito.
- Tolerancia y descentralización— la habilidad de crear relaciones.
- Financiación conservadora.

Una compañía con estas características clave es llamada una compañía viviente porque tiene la habilidad de mantenerse por sí misma. Si una compañía enfatiza en conocimiento en vez de finanzas, y se ve a sí misma como una comunidad de personas tienen el potencial de ser grande y durar por décadas. Una organización es una entidad orgánica capaz de aprender y de crear sus propios procesos y metas.
Will Mulcaster sugiere que las empresas fomenten el diálogo alrededor de las siguientes preguntas:
- ¿La ventaja competitiva propuesta creará Valor Diferencial Percibido?"
- ¿La ventaja competitiva propuesta creará algo que es diferente a la competencia?"
- ¿Esta diferencia agregará valor ante los ojos de clientes potenciales?" – Esta pregunta se debe profundizar con una discusión acerca de los efectos combinados del precio, características del producto y percepción del cliente.
- ¿El producto agregará valor a la empresa?" – Para contestar esta pregunta se requiere examinar la efectividad de los costos y la estrategia de precios.

## Escuelas y enfoques

### Estructura de los estudios sobre estrategia
Se aborda la definición de estrategia en la literatura académica desde tres enfoques: su desarrollo histórico, los debates teóricos y su análisis en publicaciones empíricas.

#### Estrategia desde una perspectiva histórica
- El término “estrategia” tiene raíces militares, con influencias desde la obra clásica El Arte de la Guerra de Sun Tzu. A lo largo del tiempo, estas ideas se han aplicado a distintos contextos, incluyendo la estrategia empresarial del siglo XX. La estrategia, en este sentido, se entiende como una actividad de alto nivel cuyo propósito es alcanzar una ventaja competitiva. En su origen griego (strategia), se refería al liderazgo y la dirección en la guerra, enfatizando la planificación y la toma de decisiones. En el ámbito de los negocios, se ha debatido si la estrategia es un plan estático o una acción continua.

- A lo largo del siglo XX, la estrategia evolucionó hacia enfoques más dinámicos debido a la creciente competencia y complejidad del entorno de negocios. La Segunda Guerra Mundial influyó en la gestión corporativa con modelos estratégicos basados en planificación militar.

- Alfred Chandler y Igor Ansoff promovieron la visión de la estrategia como un plan estructurado de largo plazo (estrategia deliberada). Henry Mintzberg introdujo la estrategia emergente, que enfatiza la adaptación y el aprendizaje organizacional. Andrew, por ejemplo, la define como un patrón de decisiones que se basa en recursos internos y oportunidades externas. La relación entre estrategia y burocracia también ha sido explorada, lo que refuerza su papel en la organización económica.

Históricamente, la estrategia ha sido entendida como un conjunto de acciones o planes diseñados para lograr ventaja para los actores involucrados.

#### Estrategia desde una perspectiva teórica
- La estrategia ha sido definida de diversas maneras según el enfoque de distintos académicos. Mientras algunos la conciben como un proceso de planificación a largo plazo (Chandler, Ansoff, Andrews), otros argumentan que la estrategia se manifiesta en patrones de comportamiento y acción en el tiempo (Mintzberg).
- Desde una perspectiva estructuralista, Michael Porter propuso el modelo de las Cinco Fuerzas, que define la estrategia en función de la competitividad dentro de una industria. Su enfoque enfatiza la importancia de la diferenciación, el liderazgo en costos y la segmentación del mercado para obtener ventajas sostenibles.
- Mintzberg, por otro lado, argumentó que la estrategia no solo es un plan preconcebido, sino también un patrón de decisiones emergentes. Su modelo amplía la estrategia a cinco elementos: plan, patrón, posición, perspectiva y táctica. Este enfoque permite comprender la estrategia como un fenómeno dinámico que evoluciona a medida que la organización enfrenta cambios en su entorno.
- Otro enfoque relevante es la Teoría de los Recursos y Capacidades, desarrollada por Barney, que plantea que las empresas logran una ventaja competitiva sostenible al poseer recursos valiosos, raros, inimitables y organizados estratégicamente. Esta perspectiva enfatiza el papel de los activos intangibles, como la cultura organizacional, el conocimiento y la innovación.
- El enfoque de Strategy as Practice (S-as-P) adopta una visión sociológica, enfocándose en lo que los actores hacen en la empresa en lugar de lo que la empresa tiene. Esta perspectiva reconoce que la estrategia se desarrolla a través de la práctica, la interacción social y la experiencia cotidiana de los gerentes y empleados.
- Más recientemente, los enfoques teóricos han incorporado la influencia de la transformación digital y la globalización en la formulación estratégica. Las empresas ahora deben considerar factores como la disrupción tecnológica, la sostenibilidad y la responsabilidad social al definir su estrategia.

El debate teórico oscila entre la estrategia como planificación estructurada y la estrategia como un proceso dinámico en constante evolución.

#### Estrategia desde una perspectiva empírica
El estudio de la estrategia ha sido respaldado por numerosas publicaciones académicas en revistas de prestigio, donde se examinan casos reales y datos empíricos. Estos estudios han permitido validar o refutar diversas definiciones y enfoques estratégicos.
Los estudios empíricos han abordado temas como:
- Estrategia y desempeño organizacional: Se han realizado investigaciones que analizan cómo distintas estrategias afectan el éxito financiero y la sostenibilidad de las empresas.
- Estrategia y entornos competitivos: La literatura ha examinado cómo las empresas adaptan su estrategia en mercados dinámicos y globalizados.
- El impacto de la estrategia en la toma de decisiones: Se han utilizado datos cualitativos y cuantitativos para evaluar cómo los líderes empresariales desarrollan estrategias y las ajustan en respuesta a cambios del entorno.
- Estrategias en sectores específicos: Estudios en industrias como tecnología, manufactura y servicios han demostrado que la estrategia varía en función de las características sectoriales.

Los estudios empíricos han permitido contrastar teorías estratégicas con evidencia real, aportando matices y ajustes a los modelos existentes.

### Clasificación de Henry Mintzberg: tres perspectivas y diez escuelas
Mintzberg, Ahlstrand y Lampel (1998) estructuran el pensamiento estratégico en tres perspectivas paradigmáticas, bajo los cuales se despliegan diez escuelas que abarcan desde modelos racionalistas hasta perspectivas adaptativas:

#### 1- Visión prescriptiva (modelos formales y analíticos):
- Escuela de diseño:  Fundamentada en el análisis FODA (Fortalezas, Oportunidades, Debilidades, Amenazas), propone que la estrategia es un acto deliberado de alinear capacidades internas con oportunidades externas. Selznick (1957) introduce el concepto de competencia distintiva, mientras Chandler (1962) vincula estructura organizacional con estrategia. La figura del líder como arquitecto estratégico es central.
- Escuela de planificación:  Formaliza la estrategia mediante planes detallados, divididos en subestrategias, presupuestos y cronogramas. Ansoff (1965) aporta la matriz de crecimiento (producto-mercado) y el concepto de sinergia estratégica. Críticas posteriores señalan su rigidez en entornos dinámicos.
- Escuela de posicionamiento:  Centrada en la competencia de mercado, utiliza herramientas como las Cinco Fuerzas de Porter (1980) para analizar la estructura industrial. La Matriz BCG (Boston Consulting Group) clasifica productos en categorías (Estrellas, Vacas Lecheras, etc.), priorizando inversiones. Porter enfatiza que la rentabilidad depende de defender posiciones contra rivales y sustituidores.

#### 2- Visión descriptiva (enfoques emergentes y colectivos):
- Escuela empresarial: Schumpeter (1911) define al entrepreneur como agente de destrucción creativa, capaz de innovar radicalmente. La estrategia surge de la visión intuitiva del líder, no de procesos estructurados. Mintzberg la asocia al lobo, símbolo de astucia y adaptación.
- Escuela cognoscitiva:  Estudia los sesgos cognitivos y marcos mentales del estratega. Según Fernández (2010), la estrategia es un constructo mental influido por percepciones subjetivas. Autores como Kahneman (2011) posteriormente explorarían los límites de la racionalidad en la toma de decisiones.
- Escuela de aprendizaje:  Propone que la estrategia emerge mediante prueba y error. Chris Argyris (1976) introduce el aprendizaje de doble ciclo (revisar supuestos), mientras Nonaka y Takeuchi (1995) destacan la gestión del conocimiento tácito. La organización se adapta mediante rutinas que capturan aprendizajes colectivos.
- Escuela de poder:  Analiza estrategias como resultado de negociaciones políticas. Pfeffer y Gerald R. Salancik (1978) exploran el poder relacional en redes de stakeholders. El micropoder aborda conflictos internos (ej.: coaliciones), mientras el macropoder se enfoca en alianzas externas (ej.: joint ventures).
- Escuela cultural:  La estrategia se arraiga en valores compartidos y rituales organizacionales. Pettigrew (1985) vincula cultura con ventajas competitivas sostenibles, mientras Schein (1985) define la cultura como ADN organizacional. Críticos argumentan que puede limitar la innovación al reforzar inercias.
- Escuela ambiental:  Postula que el entorno determina la supervivencia. Las organizaciones ocupan nichos ecológicos hasta que cambios externos (ej.: regulaciones, avances tecnológicos) las obligan a adaptarse o desaparecer. Se vincula con la teoría de la dependencia de recursos.

#### 3- Visión configurativa (integración y transformación):
- Escuela de configuración:  Combina elementos de otras escuelas según el contexto histórico y estructural. Propone ciclos de estabilidad (ej.: etapas de crecimiento) interrumpidos por revoluciones estratégicas (ej.: reinvención digital). El líder actúa como catalizador del cambio, simbolizado por el camaleón.[37][38][39]

### Perspectivas epistemológicas
Según Martinet (1996, 1997):
- Teleológica:

       Enfatiza la intencionalidad estratégica, donde los objetivos guían acciones. Ejemplo: el balanced scorecard de Kaplan y Norton (1996), que traduce visión en métricas operativas.
- Sociológica:

       Examina la interacción de actores (ej.: gerentes, empleados, sindicatos) en la formación de estrategias. Usa métodos etnográficos para entender dinámicas de poder informales.
- Ideológica:

       Estudia cómo el discurso estratégico (ej.: misiones, eslóganes) moldea identidades y legitima decisiones. Foucault (1975) influye en esta mirada crítica sobre el poder simbólico.
- Ecológica:

       Inspirada en la biología, analiza simbiosis organizacionales (ej.: clústeres industriales) y competencia por recursos escasos. Relacionada con la teoría de sistemas complejos.

### Dualismo estratégico.
Según Carrance (1986) y Ramanantsoa (1997):
- Racionalista:

       Basada en la optimización de recursos, supone información perfecta y racionalidad absoluta. Modelos cuantitativos (ej.: análisis de portafolio) dominan esta escuela.
- Conductista:

       Reconoce limitaciones cognitivas y políticas. Cyert y March (1963) introducen el concepto de racionalidad limitada, donde las decisiones son satisfactorias, no óptimas.

### Escuelas sociológicas.
Según Whittington (2002):
- Clásica:

       Alineada con el capitalismo shareholder, prioriza maximizar valor para accionistas. Ejemplo: estrategias de reducción de costos para aumentar dividendos.
- Evolucionista:

       Influenciada por Darwin, sostiene que el mercado selecciona organizaciones más aptas. Hamel y Prahalad (1994) critican este enfoque pasivo, promoviendo la reinvención proactiva.
- Procesualista:

       Combina incrementalismo lógico (Quinn, 1980) con negociación política. Las estrategias surgen de ajustes graduales, no de planes maestros.
- Sistémica:

       Contextualiza la estrategia en sistemas culturales (ej.: capitalismos asiáticos vs. occidentales). El éxito depende de alinearse con normas sociales, no solo con métricas financieras.

### Escuelas pragmáticas.
Según Van der Heijden (1998):
- Racionalista:

       Usa modelos predictivos (ej.: simulaciones Monte Carlo) para reducir incertidumbre. Dominante en sectores estables (ej.: utilities).
- Evolucionista:

       Abraza la complejidad y caos, promoviendo experimentación rápida (ej.: startups tech). Relacionada con el efecto pivote en modelos lean.
- Procesual:

       Integra pensamiento creativo y acción, mediante ciclos de reflexión-práctica (ej.: metodologías ágiles). Nonaka (1995) ejemplifica esto con el modelo SECI (Socialización - Externalización - Combinación - Internalización).

### Enfoques
Estrategia como:

#### Aprendizaje
En 1990, Peter Senge, popularizó la noción de "organización de aprendizaje". La teoría es que obtener y analizar información es un requerimiento esencial para que un negocio tenga éxito en la era de la información. Para hacer esto, Senge comentó que una organización se debe estructurar de tal manera que:
- La gente puede continuamente expandir su capacidad aprendizaje y productividad.
- Se desarrollan nuevos patrones de pensamiento.
- Se fomentan las aspiraciones colectivas.
- Se fomenta que la gente vea "la imagen completa" junta.

Senge identificó 5 disciplinas de una organización de aprendizaje:
- Responsabilidad profesional, autonomía y dominio— Aceptamos que somos los dueños de nuestro propio destino, tomamos decisiones y vivimos con sus consecuencias. Cuando un problema requiere ser arreglado o un oportunidad requiere ser explotada, tomamos la iniciativa de aprender las habilidades necesarias para realizarlo.
- Modelos mentales— Necesitamos explorar nuestros propios modelos mentales para entender el efecto que tienen en nuestro comportamiento.
- Visión compartida— La visión de dónde queremos estar en el futuro es discutida y transmitida a todos.
- Aprendizaje en equipos — Aprendemos juntos en equipos.
- Pensamiento sistemático — Observamos a la figura completa en vez de a las partes. Esto es lo que Senge llama como "La quinta disciplina". Es el pegamento que integra las otras cuatro en una estrategia coherente.

Geoffrey Moore (1991) y R. Frank and P. Cook también detectaron un cambio en la naturaleza de la competencia. Los mercados manejados por los estándares técnicos o por los "efectos de redes" pueden darle a las empresas dominantes un estatus cercano al monopolio. También es cierto en industrias donde la interoperabilidad requiere la compatibilidad entre usuarios. Algunos ejemplos son Internet Explorer y Amazon quienes fueron pioneros y líderes de sus respectivas industrias. El caso del declive de Internet Explorer demuestra como el dominio puede ser solo temporal.

#### Adaptación a los cambios
En 1969, Peter Drucker acuñó la frase Era de la Discontinuidad para describir la manera en la que el cambio afecta la vida de las personas. En una era de continuidad se puede intentar predecir el futuro con base en los acontecimientos del pasado. Pero según Drucker, ahora nos encontramos en una era de discontinuidad y no es efectivo tratar de extrapolar. Él identifica 4 fuentes de discontinuidad: tecnologías, globalización, pluralismo cultural y capital del conocimiento.
En 1970, Alvin Toffler en El Shock del Futuro describió una tendencia hacia tazas aceleradas de cambio. Ilustró como fenómenos sociales y técnicos tienen menor duración con cada generación y cuestionó la habilidad de la sociedad para manejar la confusión y la ansiedad que esto puede ocasionar. En el pasado, los periodos de cambios siempre eran seguidos por tiempos de estabilidad. Esto permitía a la sociedad asimilar el cambio anterior antes de que ocurriera uno nuevo. Pero estos periodos de estabilidad desaparecieron a finales del siglo XX. En 1988 en La Tercera Ola, Toffler caracterizó este cambio constante como la tercera fase de la civilización (las primeras dos fases fueron la ola de agricultura y la ola industrial).
En 1978, Derek F. Abell (Abell, D. 1978) describió las "ventanas estratégicas" y destacó la importancia de sincronizar bien cualquier estrategia. Esto conllevó a algunos estrategas a utilizar obsolescencia planeada dentro de sus estrategias.
En 1983, Noel Tichy escribió que somos seres de hábitos y tendemos a repetir aquello con lo que nos sentimos cómodos. Escribió que es una trampa que limita nuestra creatividad y nos detiene de explorar nuevas ideas. Desarrolló un método sistemático para manejar el cambio que involucra el mirar cualquier situación nueva desde 3 ángulos: técnico y de producción, político y de distribución de recursos, de cultura corporativa.
En 1989, Charles Handy identificó dos tipos de cambio. "Deriva estratégica" es un cambio gradual que ocurre tan sutilmente que es imperceptible hasta que es demasiado tarde. Por otro lado el "cambio transformacional" es repentino y radical. Típicamente es causado por discontinuidades en el ecosistema de negocios. El punto en el cual se crea una nueva tendencia fue llamado "punto de inflexión estratégica" por Andy Grove. Los puntos de inflexión pueden ser sutiles o radicales. 
En 1990, Richard Pascale escribió que el cambio obliga a los negocios a reinventarse constantemente. Su máxima es "Nada fracasa como el éxito", refiriéndose a que la fuerza del pasado se convierte en la debilidad del presente. Tenemos la tendencia de depender en lo que hicimos en el pasado y nos rehusamos a dejar aquello que nos funcionó muy bien antes. Para evitar esta trampa, los negocios deben estimular un espíritu de debate y cuestionamiento. Deben fomentar un proceso creativo de autorrenovación.
En 1996, Adrian Slywotzky mostró como los cambios en el ecosistema de negocios se reflejan en migraciones de valor entre industrias, entre compañías o dentro de las mismas. Mencionó que es necesario reconocer los patrones detrás de estos patrones de migración para entender el cambio caótico. En “Profit Patterns” (1999) escribió que los negocios están en un estado de anticipación estratégica mientras esperan patrones emergentes. Slywotsky y su equipo identificaron 30 patrones que han transformado industria tras industria.
En 1997, Clayton Christensen (1997) estableció que grandes compañías podían llegar a fracasar debido a que sus capacidades también definen a las incapacidades. La tesis de Christensen es que las compañías destacadas pierden su liderazgo en el mercado cuando se enfrentan con tecnología disruptiva. Estableció un concepto llamado mercadotecnia agnóstica como el tipo de mercadotecnia con la suposición implícita de que nadie puede saber cómo o en qué cantidades un producto disruptivo será utilizado.
En 1999, Constantinos Markides reexaminó la naturaleza de la planeación estratégica. Describió la formulación e implementación de estrategias como un proceso continuo, interminable e integrado que requiere una evaluación y reformación constantemente. La gestión estratégica es planeada o emergente, dinámica e interactiva.
J. Moncrieff (1999) habló de la dinámica de estrategias. Mencionó que la estrategia es en parte deliberada y en parte sin planear. El elemento sin planeación viene de las estrategias emergentes que resultan de las oportunidades y amenazas en el ecosistema de negocios.
David Teece fue pionero en la investigación de la gestión estratégica basada en recursos y de la perspectiva de capacidades dinámicas, definida como "la habilidad de integrar, construir y reconfigurar competencias internas y externas para adaptarse rápidamente al cambio en los ecosistemas". Su obra "Capacidades dinámicas y gestión estratégica" fue el documento más citado en economía y negocios en el periodo de 1995 a 2005.
En 2000, Gary Hamel discutió la decadencia estratégica, la noción de que el valor de cada estrategia decae con el tiempo sin importar qué tan brillante es.

#### Excelencia de operación

##### Calidad
Un grupo grande de teóricos sintieron que el área más deficiente en los negocios de occidente era la calidad de los productos. W. Edwards Deming, Joseph M. Juran, A. Kearney, Philip Crosby y Armand Feigenbaum sugirieron técnicas para mejorar la calidad de los productos como La Gestión de Calidad Total (TQM), la mejora continua (Kaizen), manufactura esbelta, Six Sigma, y Retorno de la Calidad (ROQ).
Por otro lado James Heskett (1988), Earl Sasser (1995), William Davidow, Len Schlesinger, A. Paraurgman (1988), Len Berry, Jane Kingman-Brundage, Christopher Hart, y Christopher Lovelock (1994), sentían que el verdadero problema se encontraba en el servicio al cliente. Proporcionaron herramientas como diagrama de espina de pez, Servicio al Cliente Total (TCS), la cadena de ingreso por servicio, análisis de brechas de servicio, visión estratégica de servicio, mapa de servicio y equipos de servicio. Su suposición era que no hay mejor ventaja competitiva que tener a un flujo continuo de clientes satisfechos.
La gestión de procesos utiliza algunas de las técnicas de gestión de calidad de productos y algunas de gestión de servicio. El objetivo es encontrar ineficiencias y mejorarlas. Las técnicas de gestión de procesos se pueden utilizar como la base para la ventaja competitiva. 
Carl Sewell, Frederick F. Reichheld, C. Gronroos, y Earl Sasser observaron que los negocios estaban gastando más en adquirir clientes que en retenerlos. Mostraron como una ventaja competitiva podía encontrarse en asegurarse que sus clientes volvieran nuevamente. Reicheld amplió el concepto para incluir la lealtad de los empleados, proveedores, distribuidores e incluso accionistas. Desarrollaron técnicas para estimar el valor de tiempo de vida del cliente (CLV). El concepto trajo nuevos intentos de crear relaciones a largo plazo con el cliente (marketing de relación o CRM). 

##### Re-ingeniería
Michael Hammer y James Champy sintieron que esos recursos debían ser reestructurados. En un proceso que llamaron "re-ingeniería" las empresas reorganizaron sus activos alrededor de procesos completos en vez de tareas. De esta manera un equipo de personas se encargaba de un proyecto desde el origen hasta estar completado. 
En 1989 Richard Lester y los investigadores en el Centro de Desempeño Industrial del MIT identificaron 7 buenas prácticas:
- Mejora continua y simultánea en costos, calidad, servicio e innovación.
- Eliminar barreras organizacionales entre departamentos.
- Eliminar niveles de gerencias para crear jerarquías organizacionales más planas.
- Relaciones más cercanas con clientes y proveedores.
- Uso inteligente de nuevas tecnologías.
- Enfoque global.
- Mejorar las habilidades de los recursos humanos.

La búsqueda de buenas prácticas también se la llama benchmarking. Esto implica determinar las áreas a mejorar y encontrar alguna organización que sea excepcional en esas áreas, después estudiar a esas empresas y aplicar las técnicas.

#### Solución a problemas
El profesor Richard P. Rumelt describió estrategia como una manera de resolver problemas. Escribió que una buena estrategia tienen una estructura llamada kernel y consiste de 3 partes: 1) Un diagnóstico que define o explica la naturaleza del reto; 2) Una táctica para manejar el reto; y 3) Acciones coherentes diseñadas para llevar a cabo esa táctica.
En los primeros años de Hewlett-Packard (HP), Dave Packard y Bill Hewlett idearon un estilo de gestión activa que llamaron management by walking around (MBWA) o gestión por caminar alrededor. En este tipo de gestión, los altos directivos se encontraban raramente en sus escritorios. Pasaban la mayor parte de sus días visitando empleados, clientes y proveedores. El contacto directo con gente clave les ofrecía una base sólido sobre la cual podían implementar estrategias viables. Los consultores Tom Peters y Robert H. Waterman utilizaron el término en su libro titulado En busca de la excelencia: experiencias de las empresas mejor gerenciadas de los Estados Unidos. Algunos directivos Japoneses emplean un sistema similar que se originó en Honda, y suele ser conocido como las 3 G's (Genba, Genbutsu, and Genjitsu, que significan el lugar real, la parte real y la situación real).

#### Creativo vs analítico
En 2010, IBM sacó un estudio resumiendo 3 conclusiones resumiendo 500 CEO alrededor del mundo: 1) la complejidad está aumentando, 2) las empresas no están equipadas para lidiar con esta complejidad y 3) la creatividad es hoy en día la competencia más importante en puestos de liderazgo. IBM dijo que es necesaria en todos los aspectos de liderazgo, incluyendo planeación y pensamiento estratégico.
De manera similar, Mckeown argumentó que el depender demasiado en un solo enfoque de estrategia es peligroso, y que se pueden utilizar métodos para combinar creatividad y analíticas y así crear "un enfoque para moldear el futuro" que es difícil de copiar.

#### Gestión no-estratégica
Un tratado de Chester Barnard en 1938 basó su propia experiencia como ejecutivo de negocios, describió el proceso como informal, intuitivo, no rutinario y que involucra comunicación oral principalmente. Bernard dijo “El proceso es sentir la organización como un todo y la situación relevante para la misma. Trasciende la capacidad de los métodos meramente intelectuales y de las técnicas de discriminar los factores de la situación. Los términos que mejor lo describen son “sensación”, “juicio”, “sentido”, “proporción”, “balance”, “oportunidad”. Es arte más que ciencia.”
En 1973, Mintzberg encontró que los altos directivos encuentran típicamente situaciones impredecibles por lo que realizan estrategias de manera ad hoc, flexible, dinámica e implícita.”
En 1982, John Kotter estudió las actividades diarias de 15 ejecutivos y concluyó que pasan la mayoría del tiempo desarrollando y trabajando una red de relaciones que proveen una visión general así como detalles específicos de las decisiones estratégicas. Tienden a utilizar "mapas mentales" más que técnicas sistemáticas.
Un estudio de Daniel Isenberg en 1984 acerca de los altos directivos encontró que sus decisiones eran altamente intuitivas. Los ejecutivos frecuentemente sentían lo que debían hacer incluso antes de poderlo explicar. En 1986 mencionó que una de las razones para eso es la alta complejidad de las decisiones estratégicas.
Zuboff dijo que las tecnologías de la información están ampliando la división entre los altos directivos (quienes generalmente toman las decisiones estratégicas) y los gerentes a nivel operacional (quienes toman únicamente decisiones rutinarias). Alegó que antes del auge de los sistemas computacionales, todos los gerentes se encargan tanto de las decisiones estratégicas como de las rutinarias, pero con las computadoras es posible realizar procesos rutinarios que no requieren habilidades especiales y así los directivos de hoy solo deben encargarse de las decisiones estratégicas.
En 1977, Abraham Zaleznik hizo una distinción entre líderes y gerentes. Describió a los líderes como visionarios que inspiran, mientras que los gerentes se preocupan por el proceso. Sugirió que el incremento en el número de gerentes es la razón por la cual hubo un declive en los negocios Americanos en las décadas de 1970 y de 1980. La falta de liderazgo es dañina en la gestión estratégica, a tal nivel que puede paralizar una organización completa.
La Dra. Maretha Prinsloo desarrolló el Perfil de Procesos Cognitivos (CPP). El CPP es un test psicométrico basado en computadores que realiza un perfil de la capacidad de una persona para pensar estratégicamente. Es utilizado alrededor del mundo para seleccionar y desarrollar gente para roles estratégicos.
Según Corner, Kinichi, y Keats, la toma estratégica de decisiones en una organización ocurre en dos niveles: individual y agregada. Ellos desarrollaron un modelo de toma de decisiones estratégicas en paralelo. El modelo identificó dos procesos en paralelo que involucran atraer atención, codificar la información, almacenamiento y recuperación de información, elecciones estratégicas, resultado estratégico y retroalimentación. Los procesos individuales y organizacionales interactúan en cada etapa. De hecho, los objetivos orientados a la competencia son basados en el información de las empresas que compiten.

#### Comercial y de mercado
La década de 1980 también vio la amplia aceptación de la teoría de posicionamiento. La teoría se originó con Jack Trout en 1969 pero no ganó aceptación hasta que Al Ries y Jack Trout escribieron su libro Posicionamiento: la batalla por su mente (1979). La premisa básica es que la estrategia no debía ser juzgada por factores internos de la compañía, debía ser en relación con la competencia. Crear e implementar una estrategia involucra crear una posición en la mente del consumidor. Distintas técnicas permitieron llevar a la práctica la teoría del posicionamiento. El mapeo perpetuo por ejemplo, crea una representación visual de las relaciones entre las posiciones. Las escalas multidimensionales, análisis discriminante, análisis de factor y análisis asociado son técnicas matemáticas utilizadas para determinar las características más relevantes (llamadas dimensiones o factores) en las cuales se deben basar las posiciones.
En 1992 Jay Barney observó a la estrategia como el ensamble de una mezcla óptima de recursos incluyendo recursos humanos, tecnología y proveedores y configurarlos de manera única y sostenible.
James Gilmore y Joseph Pine encontraron ventaja competitiva en la personalización masiva. Técnicas de manufacturación flexible le permitieron a los negocios individualizar productos para cada cliente sin perder las economías de escala. Esto convirtió eficientemente un producto en un servicio. También se dieron cuente de que si un servicio es personalizado para cada cliente el servicio se convierte en una experiencia. Su libro La economía de la experiencia, junto con el trabajo de Bernd Schmitt, convenció a muchos de ver al servicio como una forma de teatro. Este tipo de pensamiento es conocido generalmente como gestión de la experiencia del usuario o CEM.

#### Información y tecnología
Muchas industrias con un alto componente de información se están transformando. Por ejemplo, Encarta demolió a la Encyclopædia Britannica (cuyas ventas han disminuido 80% desde su pico de 650 millones de dólares en 1990) para después ser opacada por enciclopedias colaborativas como Wikipedia. La industria de la música fue afectada de manera similar. El sector de tecnología ha ofrecido estrategias directamente. Por ejemplo, el desarrollo de software ha permitido un modelo de procesos compartido. 
Peter Drucker describió al “trabajador del conocimiento” en la década de 1950. Describió como menos trabajadores utilizarían esfuerzo físico y en vez de eso utilizarían sus mentes. En 1984, John Naisbitt habló sobre el futuro y como sería manejado por la información: las compañías que manejaran bien la información podrían obtener ventajas, sin embargo la rentabilidad de la exclusividad de información desaparecería con la capacidad de las computadores para volver la información más accesible.
Daniel Bell (1985) examinó las consecuencias sociológicas de las tecnologías de la información, mientras que Gloria Schuck y Shoshana Zuboff analizaron los factores psicológicos. Zuboff hizo la distinción entre "tecnologías de automatización" y "tecnologías de la información". Estudió el efecto que ambas tenían en los trabajadores, directivos y estructuras organizacionales. Confirmó las predicciones de Drucker acerca de la importancia de las estructuras flexibles descentralizadas, los equipos de trabajo, el conocimiento compartido y el rol esencial del conocimiento de los trabajadores. Zuboff también detectó una nueva base para la autoridad gerencial basada en el conocimiento, a la cual llamó "gestión participativa”.

#### Proceso de planeación
McKinsey & Company desarrollaron un modelo de madurez de capacidades en la década de los 70 para describir la sofisticación de los procesos de planeación, colocando a la gestión estratégica hasta arriba de su ranking. Las cuatro etapas son:
1. Planeación financiera, que es principalmente acerca de presupuestos anuales así como un enfoque funcional, con muy poca relación con el ecosistema de negocios.
2. Planeación basada en pronósticos, la cual incluye presupuestos a varios años y una distribución de capital entre unidades de negocio.
3. Planeación orientada externamente, se analiza la situación a detalle y se realiza una evaluación competitiva.
4. Gestión estratégica, donde ocurre el pensamiento estratégico y se utiliza un esquema estratégico bien definido.[95]

#### Estudio PIMS
El estudio PIMS a largo plazo comenzó en la década de 1960 y duró 19 años, intentando entender el impacto en las ganancias de las estrategias de mercadotecnia, particularmente el efecto de la participación en el mercado. La conclusión inicial del estudio fue que entre mayor era la participación en el mercado de una compañía, mayor era su taza de ingresos. La participación en el mercado provee economías de escala así como ventaja en curva de experiencia. Estos efectos combinados resultan en incremento en las ganancias.
Los beneficios de una alta participación en el mercado trajeron un interés en estrategias de crecimiento. Se discutieron las ventajas relativas de la integración vertical, integración horizontal, diversificación, franquicias, fusiones y adquisiciones así como de crecimiento orgánico. Otro estudio indicó que la estrategia de poca participación en el mercado podría ser aún muy rentable. Schumacher (1973), Woo y Cooper (1982), Levenson (1984), y más tarde Traverso (2002) mostraron cómo los jugadores más pequeños en el nicho obtenían un retorno alto.

## Desarrollo histórico
La disciplina de la gestión estratégica se originó en las décadas de 1950 y de 1960. Entre los numerosos contribuidores, los más influyentes fueron Peter Drucker, Philip Selznick, Alfred Chandler, Igor Ansoff, y Bruce Henderson. La disciplina surge de pensamientos anteriores y textos sobre estrategia que datan a miles de años atrás. Previo a 1960, el término "estrategia" era usado principalmente con relación a la guerra o la política, pero no a los negocios. Muchas compañías construyeron funciones de planeación estratégica para desarrollar y ejecutar los procesos de formulación e implementación durante la década de 1960.
Peter Drucker fue un teórico de la gestión y autor de docenas de libros con una trayectoria de 5 décadas. Realizó preguntas estratégicas fundamentales en un libro de 1954 titulado The Practice of Management (La práctica de la Administración) escribiendo: "...la primera responsabilidad de la alta gerencia es realizar la pregunta '¿Qué es nuestro negocio?' y asegurarse de estudiarla cuidadosamente y responderla correctamente." Escribió que la respuesta era determinada por el cliente. Recomendó 8 áreas en las cuales se deben colocar objetivos; posicionamiento en el mercado, innovación, productividad, recursos físicos y financieros, desempeño y actitud de los trabajadores, rentabilidad, desempeño y desarrollo de la gerencia y responsabilidad pública.
En 1957, Philip Selznick utilizó inicialmente el término "competencia distintiva" refiriéndose a como la Marina (Navy) se trataba de diferenciar de los otros servicios. También formalizó la idea de combinar los factores internos de la organización con las circunstancias externas. Esta idea fundamental fue desarrollada más a profundidad por Kenneth R. Andrews en 1963 en lo que conocemos como análisis FODA en el cual se evalúan las fortalezas y debilidades de la compañía así como las oportunidades y amenazas en el ecosistema de negocio.
Alfred Chandler reconoció la importancia de coordinar la actividad gerencial bajo una sola estrategia. Las interacciones entre departamentos eran manejadas lipicamente por directivos que transmitían la información entre departamentos. Chandler resaltó la importancia de tomar una perspectiva a largo plazo cuando se mira hacia el futuro. En su obra de 1962 Strategy and Structure, o Estrategia y Estructura, Chandler mostró que una estrategia coordinada a largo plazo era necesaria para darle estructura, dirección y enfoque a una compañía. Lo dice de manera concisa “La estructura sigue a la estrategia.” Chandler escribió que: 
"La estrategia es la determinación de los objetivos básicos a largo plazo de una empresa, y la adopción de medidas de acción y distribución de recursos necesarios para llegar a esos objetivos."
Igor Ansoff trabajó con base en las obras de Chandler, agregando conceptos e inventando vocabulario. Desarrolló una matriz que compara las estrategias para la penetración en el mercado, el desarrollo de los productos, el desarrollo del mercado así como la diversificación. (Matriz de Ansoff). En su obra de 1965 Corporate Strategy, o Estrategia Corporativa, desarrolló un análisis de brechas (Gap) para clarificar la brecha entre la realidad actual y los objetivos y para desarrollar lo que llamó  “acciones de reducción de brecha”. Ansoff escribió que le gestión estratégica tenía 3 partes: planeación estratégica; la habilidad de una empresa de convertir sus planes en realidad; y la habilidad de una empresa de manejar su propia resistencia interna al cambio.
Bruce Henderson, fundador del Boston Consulting Group, escribió acerca del concepto de curva de experiencia en 1968. La curva de experiencia se refiere a una hipótesis de que los costos de producción por unidad se reducen entre 20-30% cada que la producción total se duplica. Esto apoyó al argumento de alcanzar mayor porción del mercado y economías de escala.
Porter escribió en 1980 que las compañías debían tomar decisiones acerca de su alcance y del tipo de ventaja competitiva que deseaban tener; costo menor o diferenciación. La idea de la estrategia dirigida a ciertas industrias y clientes en particular con una oferta con diferenciación se desarrolló a partir de la estrategia influenciada por la curva de aprendizaje, el cual se enfocaba en mayor escala y menor costo. Porter ajustó el paradigma de estrategia de nuevo en 1985, escribiendo que un desempeño superior de los procesos y actividades de una organización como parte de su cadena de valor es la base de la ventaja competitiva.
En 1988, Henry Mintzberg describió definiciones y perspectivas del término estrategia reflejadas tanto en la investigación académica como en la práctica. Examinó el proceso estratégico y concluyó que era mucho más fluido e impredecible de lo que pensaba la gente por esta razón concluyó que hay 5 tipos diferentes de estrategias:
- Estrategia como un plan- un curso dirigido de acción para lograr una serie de objetivos, similar al concepto de planeación estratégica
- Estrategia como un patrón- un patrón consistente de comportamientos pasados, una estrategia emergente.
- Estrategia como posición- ubicando marcas, productos o compañías dentro del mercado, basado en la estructura conceptual de los consumidores u otros agentes relacionados. Una estrategia determinada principalmente por factores externos a la empresa.
- Estrategia como estratagema- una maniobra específica con la intención de superar a un competidor.
- Estrategia como perspectiva- estrategia basada en la "Teoría del negocio" o en la extensión natural de la mentalidad o perspectiva ideológica de la organización.

Michael Porter definió estrategia en 1980 como "... fórmula extensa de cómo un negocio va a competir, cuáles deberían ser sus objetivos, qué políticas serán necesarias para llegar a esos objetivos" y la "...combinación de los fines para los cuales trabaja la organización y los medios con los cuales llegará ahí." Comentó que "La esencia de formular una estrategia competitiva está en relacionar a una compañía con su ecosistema."

### Cambio en el enfoque de producción a mercadotecnia
También se generó un cambio en el cómo las empresas competían, específicamente un cambio del enfoque de producción al enfoque de mercado. El concepto de estrategia que predominó hasta la década de 1950 era crear un producto con alta calidad técnica. Si creabas un producto que funcionaba bien y tenía buena duración, se asumía que no tendrías dificultades de rentabilidad. Esto era conocido como la orientación de producción. Henry Ford dijo una famosa frase del auto Modelo T: "Un cliente puede tener su automóvil del color que desee, siempre y cuando desee que sea negro."
El teórico de administración, Peter F Drucker, escribió en 1954 que el cliente era el que define el tipo de negocio en el que se encuentra una organización. En 1960 Theodore Levitt argumento que en vez de fabricar productos y después tratar de venderlos al cliente, los negocios deberían comenzar con el cliente, investigar que es lo que ellos quieren y después producir para ellos. La falacia de la orientación a la producción también se refirió como miopía de mercadotecnia en un artículo del mismo nombre por Levitt.
Con el tiempo, el cliente se convirtió en la fuerza detrás de las decisiones estratégicas en los negocios. Este concepto de mercadotecnia ha sido reformulado bajo distintos nombres como orientación de mercadotecnia, orientación al cliente, intimidad del cliente, enfoque al cliente, enfoque al mercado, etc. 
Jim Collins escribió en 1997 que el marco de referencia estratégico se expande al enfocarse en el porqué existe una compañía en vez de qué hace la compañía. En 2001, recomendó que las organizaciones se definan así mismas con base en 3 preguntas claves:
- ¿Cuál es nuestra pasión?
- ¿En qué podemos ser los mejores en el mundo?
- ¿Qué mueve nuestro motor económico?[112]

### Naturaleza de la estrategia
En 1985, el profesor Ellen Earle-Chaffee resumió lo que pensaba eran los elementos principales de la teoría de gestión estratégica, escribiendo que la gestión estratégica:
- Involucra adaptar la organización a su ecosistema de negocios.
- Es fluido y complejo. El cambio crea una combinación de circunstancias que requieren respuestas no repetitivas.
- Afecta a la organización y provee dirección.
- Involucra tanto el proceso de formulación de la estrategia como la implementación del contenido.
- Puede ser planeada (intencional) o improvisada (emergente).
- Se realiza a diferentes niveles: estrategia corporative general y estrategias individuales de negocio.
- Involucra procesos de pensamiento analíticos y conceptuales.

Chaffee escribió que existían 3 modelos de estrategia, los cuales no eran mutuamente excluyentes: 
1. Estrategia Lineal: Una determinación planeada de metas, iniciativas y distribución de recursos. Esta es más consistente con los acercamientos a la planeación estratégica y puede tener un horizonte de planeación amplio. El estrategia "trata" con el ecosistema de negocios pero no es su principal preocupación.
2. Estrategia Adaptativa: En este modelo, las metas y actividades de la organización están estrechamente relacionadas con la adaptación al ecosistema, en analogía a los organismos biológicos. La necesidad de adaptación continua, reduce o elimina la ventana de planeación. Hay un mayor enfoque en los medios (movilización de recursos). La estrategia está menos centralizada que en el modelo lineal.
3. Estrategia Interpretativa: Es un modelo más reciente y menos desarrollado que los anteriores. La estrategia interpretativa tiene el objetivo de generar legitimidad o credibilidad antes los agentes que participan (stakeholders). Tiene énfasis en el lenguaje y los símbolos para influenciar en la mente del consumidor, más que en el producto físico de la organización.[23]

## Análisis históricos complementarios
El progreso de la estrategia desde 1960 puede ser trazado desde una variedad de conceptos introducidos por académicos y consultores. Estos reflejan un enface en costos, competencia y clientes. Las industrias y organizaciones se analizaron en unidades de negocio, actividades, procesos e individuos en búsqueda de fuentes para generar una ventaja competitiva.

### Análisis FODA
En la década de 1960, el curso de política de negocios de la escuela de negocios de la universidad de Harvard incluyó el concepto de juntar las fortalezas y debilidades internas de una compañía con sus ecosistema (oportunidades y amenazas externas) en el contexto de sus objetivos. Este esquema se conoce como FODA. Kenneth R. Andrews ayudó a popularizar el esquema durante una conferencia en 1963 y se continúa utilizando con frecuencia en la actualidad.

### Curva de experiencia
La curva de experiencia fue desarrollada por el Boston Consulting Group en 1966. Es una hipótesis de que el número total de costo por unidad se reduce entre 15-25% cada vez que la producción acumulativa se duplica. Ha sido conformada empíricamente por algunas empresas a lo largo de varios puntos en su historia. La reducción de costos se debe a una gran variedad de factores como la curva de aprendizaje, la substitución de mano de obra con automatización, y la sofisticación tecnológica. El autor Walter Kiechel escribió: 
- Una compañía siempre puede mejorar su estructura de costos.
- Los competidores tienen una posición de costos variada con base en su experiencia.
- Las empresas podrían reducir sus costos al adquirir mayor porción del mercado, adquiriendo una ventaja competitiva.
- Un enfoque creciente en el análisis empírico de costos y procesos.

Previo a 1960, la palabra competencia raramente aparecía en la literatura de los Estados Unidos, las compañías en ese entonces enfrentaban una cantidad considerablemente menor de competencia. Más adelante, la curva de experiencia fue una base para la venta al por menor de ideas de negocio, ayudando a desarrollar la industria de la consultoría de negocios.

### Estrategia corporativa y teoría de portafolio
El concepto de una corporación como un portafolio de unidades de negocio, con cada una expresada de manera gráfica basada en su porción del mercado y en su crecimiento en la industria se resumió en la matriz de crecimiento y participación desarrollada por el Boston Consulting Group cerca de 1970. Para 1979, un estudio estimó que el 45% de las compañías de la lista Fortune 500 (las 500 empresas estadounidenses con mayor capital) utilizaban alguna variación de la matriz dentro de su planeación estratégica. Este esquema ayudó a las compañías a decidir en donde invertir sus recursos y a que negocios renunciar.
Porter escribió en 1987 que la estrategia corporativa involucra dos preguntas: 1) ¿En qué negocios debe estar la corporación? y 2) ¿Cómo se deben manejar las unidades de negocio? Mencionó cuatro conceptos de la estrategia corporativa:
1. Teoría de portafolio: Una estrategia basada principalmente en la diversificación por medio de la adquisición. La corporación mueve los recursos entre las unidades y monitorea el desempeño de cada unidad. Generalmente, cada unidad opera de manera autónoma, con limitada interferencia del centro corporativo.
2. Reestructuración: La oficina corporativa adquiere e interviene activamente en un negocio que tienen potencial, generalmente remplaza a la gerencia e implementa una nueva estrategia de negocios.
3. Transferir habilidades: Habilidades de gestión y capacidades organizacionales son llevadas a los distintos negocios. Estas habilidades son necesarias para tener una ventaja competitiva.
4. Compartir actividades: La habilidad de la corporación combinada de delegar funciones centralizadas como ventas, finanzas, por lo tanto se reducen costos.[114]

Otras técnicas fueron desarrolladas para analizar las relaciones entre los elementos del portafolio. La matriz de crecimiento y participación como parte del análisis del B.C.G fue seguido por la Matriz de McKinsey desarrollada por General Electric. Las compañías continuaron diversificándose como conglomerados hasta la década de 1980, donde se comenzó a ver que un portafolio de divisiones operando en diferentes industrias era más valioso como compañías independientes, llevando a la ruptura de los conglomerados. La popularidad de la teoría del portafolio ha disminuido, sin embargo las dimensiones clave consideradas permanecen como parte central de la creación de estrategias.

### Ventaja competitiva
En 1980, Porter definió los dos tipos de ventaja competitiva que puede tener una organización: costo menor o diferenciación. Esta ventaja se deriva de los atributos que le permiten a una empresa superar el desempeño de sus rivales, como por ejemplo mayor posicionamiento, habilidades o recursos. En la perspectiva de Porter, la gestión estratégica debe preocuparse del desarrollo de una ventaja competitiva.

### Estructura de la industria y rentabilidad
Porter desarrolló un esquema para analizar la rentabilidad de las industrias y como esas ganancias se dividen entre los participantes. En su análisis de 5 fuerzas identificó las fuerzas que moldean la industria y el ecosistema de negocio en el que opera la organización. El esquema involucra el comportamiento competitivo de las organizaciones rivales, el poder de negociación de los compradores y proveedores, la amenazas de nuevos competidores a la industria, y la habilidad de los compradores para sustituir los productos. Estas fuerzas afectan la habilidad de la organización de aumentar precios así como los costos de las materias primas.
El esquema de las 5 fuerzas ayuda a describir como una empress puede utilizar esas fuerzas para obtener una ventaja competitiva sostenible, ya sea un costo menor o diferenciación. Las compañía pueden maximizar su rentabilidad al competir en industrias con estructura favorable. Los competidores pueden realizar acciones para aumentar la rentabilidad en general de la industria o reducir la rentabilidad de ciertas partes de la misma. Porter modificó la idea de Chandler de que la estructura sigue a la estrategia al introducir un segundo nivel de estructura además de la organizacional; la estructura de la industria.

### Estrategias genéricas competitivas
Porter escribió en 1980 que la estrategia apunta a liderazgo en costos, diferenciación o enfoque. Son conocidas como las 3 estratégicas genéricas de Porter y pueden ser aplicadas a negocios de cualquier tamaño o forma. Porter dijo que las compañías deber escoger únicamente una de las tres o arriesgarse a que el negocio desperdicie recursos valiosos. Las estrategias genéricas de Porter detallan la interacción entre las estrategias de minimización de costos, de diferenciación de productos y de enfoque en el mercado.
Porter describió una industria con muchos segmentos que pueden ser el objetivo de una empresa. El ancho de su objetivo se refiere al alcance competitivo de un negocio. Adquirir una ventaja competitiva resulta de la habilidad de una empresa de manejarse con las 5 fuerzas mejor que sus rivales. Porter escribió: "El adquirir una ventaja competitiva requiere que la empresa tome una decisión...acerca del tipo de ventaja que desea obtener y el alcance dentro del cual desea obtenerla." También escribió: "Los dos tipos básicos de ventaja competitiva combinados con el rango de actividades lleva a 3 estrategias genéricas para desempeñarse mejor que el promedio en una industria: liderazgo en costos, diferenciación y enfoque. La estrategia de enfoque tienen dos variantes: enfocada a costo y enfocada a diferenciación."

### Cadena de valor
La descripción de Porter de la cadena de valor se refiere a la cadena de actividades o procesos que realiza una organización para entregar un producto o servicio con valor al mercado. Esto incluye funciones como logística, operaciones, marketing, ventas y servicio, apoyados de sistemas e infraestructura tecnológica. Al alinear la cadena de valor con la estrategia de la organización de manera coherente, una empresa puede alcanzar una ventaja competitiva. Porter también escribió que la estrategia es una configuración de actividades que diferencian a una empresa de sus rivales. Una posición competitiva robusta se deriva de un conjunto de actividades que se alinean coherentemente.
Porter escribió en 1985: "La ventaja competitiva no puede ser entendida al ver a una empresa como una sola entidad. Se deben ver las actividades que realiza la compañía al diseñar, producir, publicitar y entregar su producto. Cada una de estas actividades pueden contribuir a la posición de costos de la compañía y crear diferenciación... la cadena de valor separa a la empresa en sus actividades estratégicas más relevantes para poder entender el comportamiento de los costos así como las fuentes existentes y potenciales de diferenciación."

### Competencia esencial
Gary Hamel y C. K. Prahalad describieron la idea de competencia central en 1990, la idea de que cada organización tiene alguna capacidad en la cual sobresale y que el negocio se debe enfocar en oportunidades de esa área, dejando ir a las demás o utilizando un modelo de subcontracción. La competencia central es difícil de duplicar ya que involucra las habilidades y coordinación de personas a través de una gran variedad de áreas funcionales o procesos utilizados para entregar valor al cliente. Al utilizar outsourcing, las compañías expanden el concepto de cadena de valor, con algunos elementos dentro de la entidad y otros fuera. Competencia central es parte de una rama de la estrategia llamada vista basada en recursos, la cual postula que si las actividades son estratégicas como se indica en la cadena de valor, entonces las capacidades de la empresa para aprender o adaptarse también son estratégicas.

### Teoría del negocio
Peter Drucker escribió en 1994 acerca de la "Teoría del Negocio", la cual representa las suposiciones clave de la estrategia de una empresa. Estas suposiciones se clasifican en 3 categorías: a) el ecosistema externo, incluyendo sociedad, mercado, clientes y tecnología. b) la misión de la organización y c) las competencias centrales necesarias para cumplir con la misión. Escribió que una teoría válida del negocio tiene cuatro especificaciones: 1) Las suposiciones acerca del ecosistema, la misión y las competencias centrales se deben ajustar a la realidad. 2) Las suposiciones en las 3 áreas deben ser compatibles unas con otras. 3) La teoría del negocio debe ser entendida y conocida a lo largo de la organización y 4) la teoría del negocio debe ser probada constantemente. 
Escribió que las organizaciones se meten en problemas cuando las suposiciones representando la teoría ya no encajan en la realidad. Utilizó un ejemplo de tiendas departamentales al por menor, en donde su teoría de negocio asumía que la gente que podía gastar en tiendas departamentales lo haría. Sin embargo, muchos compradores abandonaron las tiendas departamentales y prefirieron acudir a tiendas de especialidad fuera de los centros comerciales, cuando el tiempo se convirtió en el principal factor. 
Drucker describió la teoría de negocio como una hipótesis y una disciplina. El recomendaba realizar diagnósticos sistemáticos, monitoreo y pruebas de las suposiciones para mantener la competitividad.